# Bolitoglossa hermosa
Bolitoglossa hermosa es una especie de salamandras en la familia Plethodontidae.
Es endémica del estado de Guerrero (México).
Su hábitat natural son bosques húmedos tropicales o subtropicales a baja altitud, los montanos húmedos tropicales o subtropicales, plantaciones y jardines rurales.
Está amenazada de extinción debido a la destrucción de su hábitat.